# Grötö, Nagu
Grötö är en ö nära Stenskär i kommundelen Nagu i Pargas stad i Finland.

## Geografi
Grötö ligger omkring 2 kilometer nordväst om Stenskär, 14 kilometer sydost om Nagu kyrka, 44 kilometer söder om Åbo och omkring 160 kilometer väster om Helsingfors. Förbindelsebåtarna M/S Falkö och M/S Cheri trafikerar Grötö.
Öns area är 28,8 hektar och dess största längd är 1,3 kilometer i öst-västlig riktning.

## Etymologi
Grötös äldre uttal är gröyti. Ön har sannolikt fått sitt namn av en jättegryta som finns här. Jättegrytan  mäter cirka en meter i diameter och två meter på djupet. Ordet gryta har från början betecknat ett kärl av sten.